# Pirovac
Pirovac je općina u Šibensko-kninskoj županiji  u Hrvatskoj

## Zemljopis
Općina Pirovac obuhvaća tri naselja: Pirovac, Kašić i Putičanje. Nalazi se na Jadranskoj magistrali, 23 km sjeverozapadno od Šibenika, na obali Pirovačkog zaljeva.

## Stanovništvo
Općina Pirovac ukupno ima 1930 stanovnika u tri naselja prema popisu iz 2011. godine.
- Pirovac    –  1704 stanovnika
- Kašić      –  126 stanovnika
- Putičanje  –  100 stanovnika

### Kretanje broja stanovnika za Pirovac
| broj stanovnika | 784   | 823   | 986   | 1207  | 1391  | 1646  | 1615  | 2120  | 1994  | 2049  | 1991  | 1936  | 1807  | 1785  | 1846  | 1930  | 1606  |
|                 | 1857. | 1869. | 1880. | 1890. | 1900. | 1910. | 1921. | 1931. | 1948. | 1953. | 1961. | 1971. | 1981. | 1991. | 2001. | 2011. | 2021. |

| broj stanovnika | 784   | 823   | 820   | 1030  | 1210  | 1348  | 1615  | 1703  | 1644  | 1675  | 1570  | 1556  | 1480  | 1513  | 1608  | 1704  | 1434  |
|                 | 1857. | 1869. | 1880. | 1890. | 1900. | 1910. | 1921. | 1931. | 1948. | 1953. | 1961. | 1971. | 1981. | 1991. | 2001. | 2011. | 2021. |

## Uprava
Općinski načelnik: Ivan Gulam (FOKUS)

## Povijest
U Srednjem vijeku vlasništvo stare hrvatske plemenitaške loze Šubića, kasnije u rukama Šibenske biskupije i šibenskog plemstva, Pirovac je sa svojim prekrasnim plažama oduvijek bio mjesto za odmor privilegiranih, mjesto za ugodno življenje. O tome svjedoče i stari zapisi o Pirovcu (prve spomene nalazimo već u dokumentima s kraja 13. stoljeća), ali i ostaci naselja iz vremena Rimskog imperija na obližnjem otoku Sv. Stjepana. Naselje se posebno brzo razvijalo tijekom 15. i 16. stoljeća kada ga naseljavaju bjegunci pred turskom najezdom. Brojni povijesni spomenici iz toga vremena svjedoče o dinamičnom razvoju mjesta u davnim stolječima: gotički sarkofag s reljefom iz 1447. g. u kapelici obitelji Vrančić-Draganić na mjesnom groblju, gotička crkva Sv. Jurja iz 1506. godine koja je u 18. st. obnovljena u baroknom stilu, ostaci franjevackog samostana na otoku Sv. Stjepana iz 1511. godine.
Zanimljiva je i legenda koja kaže kako su Pirovac tijekom jednog razdoblja u povijesti nazivali "Zlo selo", zbog toga što su domaći mještani u obrani turske osvajače polili maslinovim uljem.

## Gospodarstvo
Pirovac je uz Primošten, Vodice i Murter najznačajnije turističko središte Šibenske rivijere.
Turizam je osnovna gospodarska djelatnost. Smještaj je organiziran u apartmanima i sobama privatnih iznajmljivača.
Osim bavljenja turizmom, oko 1500 stanovnika Pirovca ostalo je vjerno tradicionalnom, zdravom načinu života oslonjenom na ribarstvo i poljoprivredu (višnja, maraška, maslina, vinova loza, smokva). Naselje je zadržalo sve tipične značajke mediteranskog arhitektonskog izričaja.

## Poznate osobe
- Petar Jeronim Draganić Vrančić (ulica u Pirovcu nosi njegovo ime)

## Spomenici i znamenitosti
Mjesto krasi nekoliko vrijednih kulturno-povijesnih spomenika. Važni spomenici iz tog doba su: stari bedemi podignuti 1505. godine i crkva Sv. Jurja podignuta 1506. godine, a sagradio ih je Petar Draganić. Crkva je rekonstruirana u 18. stoljeću u baroknom stilu, gotički sarkofag u kapeli obitelji Draganić Vrančić nalazi se na mjesnom groblju s reljefom iz 1447. godine i ostaci staroga franjevačkog samostana iz 1511. godine na otoku Sv. Stjepana. Na otoku su pronađeni ostatci rimske civilizacije.

## Obrazovanje
Osnovna škola Pirovac

## Kultura
- Kulturno umjetničko društvo "Bezdan"

## Vanjske poveznice
- Službene stranice Općine Pirovac (hrv.)

|  | Portal Hrvatske – Pristup člancima s tematikom o Hrvatskoj. |